# آنگویلارا ونتا
آنگویلارا ونتا (به ایتالیایی: Anguillara Veneta) یک کومونه در ایتالیا است که در استان پادووا واقع شده‌است. حدود ۴۵ کیلومتر (۲۸ مایل) از ونیز و حدود ۳۰ کیلومتر (۱۹ مایل) از پادوا واقع شده است.

## خصوصیات
آنگویلارا ونتا ۲۱٫۵ کیلومترمربع مساحت و ۴٬۵۹۴ نفر جمعیت دارد و ۶ متر بالاتر از سطح دریا واقع شده‌است.